# Stefan Sonderegger
Stefan Sonderegger (Herisau, 28 giugno 1927 – Herisau, 7 dicembre 2017) è stato uno storico, linguista e militare svizzero di religione riformata.

## Biografia
Figlio di Albin Sonderegger, fabbricante di ricami, e di Frieda Weiss. Nipote di Emil Sonderegger. Sposò Irène Elisabetha Kummer e successivamente Ruth Ritter. Studiò germanistica all'Università di Zurigo conseguendo nel 1955 il dottorato con una tesi sui toponimi del Paese di Appenzello. Fu professore straordinario nel 1961 e professore ordinario dal 1964 al 1994 di filologia germanica all'Università di Zurigo, professore invitato presso l'Università del Michigan ad Ann Arbor nel 1979, decano della facoltà di lettere dell'Università di Zurigo dal 1980 al 1982 e membro del consiglio della ricerca del Fondo nazionale svizzero dal 1973 al 1984.
I suoi studi si concentrarono sulla lingua e la letteratura dell'antico alto tedesco, con particolare attenzione per gli autori nell'area sangallese fra cui Notker il Teutonico, oltre che sullo svizzerotedesco, soprattutto appenzellese, e sull'onomastica. Nei Grundzüge deutscher Sprachgeschichte (1979) propose una nuova impostazione della storia della lingua tedesca secondo criteri sistematici. Gli fu conferito il premio dei Fratelli Grimm dell'Università di Marburgo nel 1977 e il dottorato honoris causa delle Università di Dublino nel 1983 e quella di Uppsala nel 1989.
Nell'esercito fu dal 1960 ufficiale di Stato maggiore generale, colonnello nel 1973, e brigadiere e capo del servizio dell'informazione alla truppa dell'esercito nel 1982.

## Opere
- Das Althochdeutsche im Bodenseegebiet: der Anteil von St. Gallen und Reichenau am Werden der deutschen Sprache (1965)
- Der Alpstein im Lichte der Bergnamengebung (1977)
- Appenzeller sein und bleiben: zur Wesensbestimmung des appenzellischen Menschen: sechzig Impressionen (1979)
- Grundzüge deutscher Sprachgeschichte: Diachronie des Sprachsystems (1979)
- Schatzkammer deutscher Sprachdenkmäler: die Stiftsbibliothek Sankt Gallen als Quelle germanistischer Handschriftenerschliessung vom Humanismus bis zur Gegenwart (1982)
- Althochdeutsche Sprache und Literatur: eine Einführung in das älteste Deutsch: Darstellung und Grammatik (1987)
- Name und Namen im Werk Notkers des Deutschen von St. Gallen (1989)
- Althochdeutsch als Anfang deutscher Sprachkultur (1997)